# Un falco chiuso in gabbia (album)
Un falco chiuso in gabbia è un album di Toto Cutugno uscito nel 2008 in occasione di Sanremo 2008. L'album è uscito su etichetta NAR International e distribuito da Edel. L'album vende oltre 8.000 copie in Russia.

## Tracce
1. Un falco chiuso in gabbia – 4:16 (testo: Toto Cutugno, Davide De Marinis – musica: Toto Cutugno)
2. Con te ci sto – 4:33
3. Non vale la pena – 4:47
4. Rappa rappa – 3:47
5. Cassetti vuoti – 4:26
6. Per te per me per lui per noi – 4:27
7. Cappuccetto rosso – 4:47
8. Chico siciliano – 3:21
9. Sogni d'oro – 3:38
10. M'innamorerò – 3:34
11. Sarà la differenza d'età – 3:41
12. www.Love – 3:24
13. Sola – 4:56
14. L'isola dell'amore (Lubla Tibia) – 5:09
15. Toto Cutugno e Annalisa Minetti – Un falco chiuso in gabbia – 4:17 (testo: Toto Cutugno, Davide De Marinis – musica: Toto Cutugno)

Durata totale: 63:03